# Byardzhan
Byardzhan är en ort i Azerbajdzjan.   Den ligger i distriktet Jardymly, i den södra delen av landet, 200 km sydväst om huvudstaden Baku. Byardzhan ligger 774 meter över havet och antalet invånare är 786.
Terrängen runt Byardzhan är kuperad. Närmaste större samhälle är Komanlı, 15,1 km nordost om Byardzhan. 
Omgivningarna runt Byardzhan är en mosaik av jordbruksmark och naturlig växtlighet. Runt Byardzhan är det ganska tätbefolkat, med 67 invånare per kvadratkilometer.